# Retro Music Television
Retro Music TV je česká hudební televizní stanice. Své vysílání zahájila 30. března 2010. Jejím ředitelem je Tomas Fuxa.

## Vysílání
Tato televize vysílá klipy z 60. let 20. století až 10. let 21. století, z čehož se dá odvodit, že je tato televize spíše pro diváky ve věku nad 20 let. Tento kanál by se dal přirovnat k zahraniční televizi VH1 Classic, s tím rozdílem, že VH1 Classic nevysílá podíl českých a slovenských klipů.

## Dostupnost
Je dostupná v pozemním vysílání, dále přes poskytovatele satelitní a kabelové televize, IPTV a živém vysílání na svých webových stránkách.
30. listopadu 2020 stanice vstoupila do multiplexu 22 a 28. února 2021 ukončila vysílání v multiplexu 24.